# Staatsaansprakelijkheid (Europees recht)
In het recht van de Europese Unie is er sprake van staatsaansprakelijkheid wanneer een particulier schade lijdt doordat een lidstaat van de Europese Unie handelt in strijd met Europees recht. De burger kan dan op grond van het Unierecht een schadevergoedingsactie beginnen tegen de lidstaat. Deze actie moet aangebracht worden voor de nationale rechter en niet bij het Hof van Justitie van de Europese Unie.

## Voorwaarden
Hoewel staataansprakelijkheidsacties voor de nationale rechter moeten worden aangebracht, is het leerstuk van de staatsaansprakelijkheid ontwikkeld door het Hof van Justitie van de Europese Unie in verschillende uitspraken naar aanleiding van prejudiciële vragen. Beginnend met het Francovich-arrest (1991) zijn de volgende voorwaarden ontwikkeld:
- Schade; er moet sprake zijn van aantoonbare schade.
- Handelen in strijd met het Unierecht.
  - Het moet gaan om een voldoende gekwalificeerde schending. In het Dillenkofer-arrest (1996)[2] is dit criterium uitgewerkt. Wanneer de lidstaat een ruime beoordelingsmarge heeft bij de toepassing van Europees recht, dan moet het gaan om een kennelijke en ernstige miskenning van de grenzen van de discretionaire ruimte. Wanneer evenwel die discretionaire ruimte ontbreekt, dan kwalificeert een enkele inbreuk op Europees recht reeds als schending van EU-recht.
  - Het gaat om handelen door een overheidsorgaan. Dit hoeft niet de centrale overheid te zijn, maar kan ook een lagere overheid betreffen (arrest Larsy). Het kan ook het handelen van een rechter betreffen, die verzuimt recht te spreken in overeenstemming met het Europees recht. In het Köbler-arrest (2003)[3] is bepaald dat het dan wel de laatste rechter in aanleg moet betreffen.
- Relativiteitsvereiste (Schutznorm). De schending moet betrekking hebben op een norm die beoogde de particulieren te beschermen. Een schending van Europees recht op milieugebied kan dus niet zonder meer worden aangegrepen om bijvoorbeeld een schadevergoeding wegens misgelopen omzet te eisen.
- Direct causaal verband. Evenals in het burgerlijke aansprakelijkheidsrecht en de staatsaansprakelijkheid van het internationaal recht moet er een voldoende causaal verband zijn tussen de schending en de schade.